# IV з'їзд народних депутатів СРСР
IV з'їзд народних депутатів СРСР — вищий орган державної влади в СРСР, відбувся 17—27 грудня 1990 року в Москві.
Одним з основних питань з'їзду стало збереження СРСР як союзної держави. Рішеннями з'їзду було оголошено про проведення референдуму про збереження СРСР як союзної держави — «оновленої федерації рівноправних суверенних республік», був прийнятий закон про всенародне голосування (референдум) СРСР.
З'їзд затвердив пост віце-президента, на який був обраний Геннадій Янаєв, обрано голову Вищого арбітражного суду, затверджений Генеральний прокурор.
На з'їзді з викриттям консервативних сил та на підтримку курсу Михайла Горбачова виступив міністр закордонних справ СРСР Едуард Шеварнадзе. Під час свого виступу він заявив про свою відставку.